# Борошнеу-Мік
Борошнеу-Мік (рум. Boroșneu Mic) — село у повіті Ковасна в Румунії. Входить до складу комуни Борошнеу-Маре.
Село розташоване на відстані 150 км на північ від Бухареста, 19 км на південний схід від Сфинту-Георге, 34 км на північний схід від Брашова.

## Населення
За даними перепису населення 2002 року у селі проживала 391 особа.
Національний склад населення села:
| Національність | Кількість осіб | Відсоток |
| -------------- | -------------- | -------- |
| угорці         | 359            | 91,8%    |
| румуни         | 32             | 8,2%     |

Рідною мовою назвали:
| Мова      | Кількість осіб | Відсоток |
| --------- | -------------- | -------- |
| угорська  | 359            | 91,8%    |
| румунська | 32             | 8,2%     |